# Delftse Bijbel
De Delftse Bijbel (ISTC ib00648000) was het eerste gedrukte Nederlandstalige boek in Nederland. Het is een vertaling van het Oude Testament (zonder de Psalmen), gedrukt in 1477 door Jacob Jacobszoon van der Meer en Mauricius Yemantszoon van Middelborch. (Het eerste boek dat in Nederland gedrukt werd was een Latijns werk namelijk de Doctrinale puerorum, een Latijnse grammatica geschreven door Alexander de Villa Dei.)

## Beschrijving
Het boek bevat alleen het Oude Testament met de deuterocanonieke of apocriefe boeken maar zonder de Psalmen. Psalters waren zeer verspreid in de middeleeuwen en waarschijnlijk heeft men ze daarom weggelaten om zo de prijs van de Bijbel te drukken. De materiaalkosten vormden destijds het belangrijkste element in de kostprijs van een gedrukt boek; besparen op het aantal pagina's was dus zeker aan de orde.
De druk, gedateerd op 10 januari 1477, had een oplage van ongeveer 250 exemplaren, waarvan er zo'n 61 bewaard zijn gebleven waarvan 23 in Nederland en België. Het boek werd gedrukt in folioformaat en telde ca. 1300 pagina’s. Tot een tweede druk is het nooit gekomen. De verhouding tussen drukker en geldschieter is voor deze Delftse Bijbel niet duidelijk. In het colofon komen beider namen en familiewapens voor en dat is ook zo voor twee uitgaven die volgden op de Bijbel. Maar vanaf 12 februari 1480 wordt het wapen van Yemantszoon vervangen door het wapen van Delft. Dit duidt er misschien op dat de Delftse drukkerij meerdere financiers heeft gehad.
De Delftse Bijbel is een wiegedruk of incunabel. Wiegedrukken leunden nog sterk aan bij de handschriften die als voorbeeld golden voor de eerste gedrukte boeken. Men liet dan ook zeer frequent het gedrukte boek versieren door rubricatoren die geschreven rubrieken in het rood en het blauw toevoegden. Ook de sierinitialen werden bij incunabelen met de hand ingekleurd, soms toegevoegd. In sommige werken werden zelfs miniaturen geschilderd, maar dit is niet het geval voor de Delftse Bijbel. Een gevolg van het nabootsen van handschriften zien we ook in het overvloedige gebruik van abbreviaturen.
Als basis voor de Delftse Bijbel diende de zogenaamde Hernse Bijbel. De Hernse Bijbel was een Historiebijbel gebaseerd op de Vulgaat maar aangevuld met niet-Bijbelse verhalen. Het bekendste voorbeeld hiervan is de Historia scholastica van Petrus Comestor, weliswaar in het Latijn. Een bekend voorbeeld van een dergelijk werk, hoewel strikt genomen geen historiebijbel, is de Rijmbijbel van Jacob van Maerlant geschreven omstreeks 1270. Dit was zonder twijfel de eerste Bijbelbewerking in het Middelnederlands. De Delftse Bijbel was dus gebaseerd op die Zuid-Nederlandse Hernse Historiebijbel die omstreeks 1360 vertaald werd door de Bijbelvertaler van 1360 alias de kartuizermonnik Petrus Naghel, prior van het kartuizerklooster van Herne (1366-1369) in het Pajottenland. De vertaler baseerde zich op de Vulgaat maar eveneens, zoals Maerlant, op de Historia Scholastica.
Een vertaling naar de volkstaal werd in de middeleeuwen door kerkelijke overheden niet erg gewaardeerd; men was van oordeel dat de leken dat moeilijke boek niet correct konden interpreteren. De Bijbelvertaler van 1360 verdedigt zich dan ook uitgebreid tegen deze gangbare opvatting in zijn proloog, die trouwens overgenomen werd door de samensteller van de Delftse Bijbel. De eerste volledige Nederlandstalige Bijbel, inclusief het Nieuwe Testament, verscheen pas een halve eeuw later te Antwerpen in 1526 en werd uitgegeven door Jacob van Liesvelt.

## Inhoud

### De Hernse Bijbel
Het model van de Delftse Bijbel, de Hernse Bijbel, bestond uit twee delen.
Een eerste deel werd door Naghel voltooid op 12 juni 1360:
- Pentateuch
- Jozua
- Richteren
- Ruth
- I en II Samuel
- I en II Koningen
- Tobias
- Ezechiël (naar Comestors Historia scholastica)
- Daniël
- Habakuk (naar Comestors Historia scholastica)

Het tweede deel werd voltooid op 23 juni 1361 en bevatte:
- Judith
- Ezra (naar Comestors Historia scholastica)
- Nehemia (naar Comestors Historia scholastica)
- Esther
- Job
- Alexander
- I Makkabeeën en II Makkabeeën
- Jan Hyrcanus (= III Makkabeeën)
- Destructie van Jeruzalem (bewerking van de vertaling door Jacob van Maerlant van Josephus Flavius' De Bello Iudaico)
- Evangeliënharmonie (bewerking van een vroegere Middelnederlandse evangeliënharmonie)
- Handelingen van de Apostelen.

De kleine profeten Hosea, Joël, Amos, Obadja, Jona, Micha, Nahum, Habakuk, Sefanja, Haggai, Zacharia en Maleachi waren niet opgenomen in de Hernse Bijbel en ook 1 en 2 Kronieken waren weggelaten. De boeken Spreuken, Prediker, Hooglied, De wijsheid van Salomo, Jezus Sirach (Ecclesiasticus), Jesaja, Jeremia, Klaagliederen en Ezechiël ontbraken eveneens in de Hernse Bijbel. Ze werden wel later door Naghel vertaald, maar blijkbaar heeft de samensteller van de Delftse Bijbel ze niet bij de hand gehad.

### De Delftse Bijbel
In het colofon van het werk leest men ‘Deesen ieghenwoerdighe bible mit horen boecken . ende elc boeck mit alle sijne capitelen bi enen notabelen meester wel ouergheset wt den latine in duytsche ende wel naerstelic gecorrigeert ende wel ghespelt:was ghemaect te delf in hollant mitter hulpen gods ende bij ons iacob iacobs soen ende mauricius yemants zoen van middelborgh ter eeren gods’. Het overzetten ‘uut de latine’ was dus niet erg correct. De meester die de Delftse Bijbel voorbereidde gebruikte het eerste deel van de Hernse Bijbel en voegde daar de later door Naghel vertaalde Bijbelboeken Jesaja, Jeremia en Klaagliederen aan toe. De niet-Bijbelse teksten werden geschrapt en de spelling en het woordgebruik werden inderdaad aangepast zoals in het colofon staat. Uiteindelijk werden de Bijbelboeken die ontbraken in de Hernse Bijbel toegevoegd. Dit leidde tot de volgende inhoud in de volgorde van de legger die gebruikt werd bij de digitalisering. Waar de moderne namen verschillen van de in de legger gebruikte namen zijn ze tussen haakjes weergegeven. De namen in de lijst zijn de namen die in de rubricering gebruikt worden.
De legger is het exemplaar uit de bibliotheek van het Nederlands Bijbelgenootschap (NBG) te Haarlem, signatuur 32”1477”- Delf/8216 A- 8216 B en bestaat uit twee delen.
Deel I
- Prologus
- Genesis
- Exodus
- Leviticus
- Numerus (Numeri)
- Deuteronomium
- Josue (Jozua)
- Judicum (Richteren) wordt in de tekst ook ‘rechteren’ of ‘rechter boeck’ genoemd.
- Ruth
- Regum .i. (1 Samuël) in de tekst ‘dat eerste boeck der coninghen’
- Regum .ii. (2 Samuël) in de tekst ‘dat andere boec der coningen’
- Regum .iii. (1 Koningen) in de tekst ‘dat derde boeck der coningen’
- Regum .iiii. (2 Koningen) in de tekst ‘dat vierde boeck der coningen’
- Prologhe vanden twaelf cleyne propheten
- Osee (Hosea)
- Johel (Joël)
- Amos
- Abdias (Obadja)
- Jonas (Jona)
- Micheas (Micha)
- Naum (Nahum)
- Abbacuc (Habakuk)
- Sophonias (Sefanja)
- Aggeus (Haggai)
- Zacharias (Zacharia)
- Malachias (Maleachi)
- colofon en drukkersmerk
- Prologe vander machabeen boeken
- Machabeorum .i. (1 Makkabeeën) in de tekst ‘eerste boec vanden machabeen’
- 1 Makkabeeën|Machabeorum .ii. (2 Makkabeeën) in de tekst ‘dat anderde boeck der machabeen’
- colofon en drukkersmerk
- Daniel (Daniël)

Deel II
- Paralipomenon (.i.) (1 Kronieken)
- Paralipomenon .ii. (2 Kronieken)
- Manasses ghebet (Gebed van Manasse)
- Esdre i (Ezra) in de tekst Esdras en neemias genoemd
- Esdre ii (Nehemia) in de tekst neemie dat anderde esdre
- Tobias (Tobit)
- Iudith (Judit)
- Hesther (Ester)
- Iob (Job)
- Parabole Salomonis (Spreuken)
- Ecclesiastes (Prediker)
- Cantica canticorum (Hooglied)
- Sapientia (Wijsheid) in de tekst ‘dat boeck der wijsheit’
- Ecclesiasticus (Wijsheid van Jezus Sirach)
- Salomons ghebet (Gebed van Salomon)
- Ysayas (Jesaja)
- Iheremias (Jeremia)
- Lamentatio Iheremiae (Klaagliederen)
- Baruch
- Ezechiel (Ezechiël)

De volgorde van de Bijbelboeken in de exemplaren van de Delftse Bijbel die bewaard zijn gebleven durft nog al eens verschillen. Dit is niet zo verwonderlijk als men bedenkt dat de drukker het boek ongebonden in losse katernen verkocht. De koper kon bijgevolg de volgorde van katernen wijzigen bij het inbinden. Dit kan natuurlijk alleen met katernen die beginnen met een nieuw Bijbelboek en eindigen met het einde van een Bijbelboek of via knip- en plakwerk zoals in de legger van de digitale facsimile. Dit is niet altijd het geval. De Bijbelboeken lopen normaliter gewoon door op de bladzijde, er wordt geen nieuwe bladzijde begonnen, zelfs geen nieuwe kolom, bij het begin van een nieuw boek. Ook in dit exemplaar kunnen we de vreemde volgorde vaststellen, een colofon werd steeds op de laatste bladzijde van het boek geplaatst, hier vinden we tweemaal het colofon en het drukkersmerk in het midden van deel I.

## Delftse Bijbel op internet
In 2006 zijn de pagina's van de Delftse Bijbel ingescand door het Nederlands Bijbelgenootschap en op internet geplaatst, zodat de tekst voor iedereen toegankelijk is. De tekst was niet doorzoekbaar, omdat het alleen afbeeldingen waren.

In 2008 is daarom gewerkt aan een digitalisering van de tekst van de Delftse Bijbel. Vrijwilligers uit het Bijbeldigitaliseringsproject van Nicoline van der Sijs hebben de tekst met de hand overgetypt en gecorrigeerd. Op 18 juli 2008 werd de gedigitaliseerde versie openbaar gemaakt. Op de website BijbelsDigitaal.nl kunnen de scans en de tekst naast elkaar bekeken worden.
* De eerste editie van de Vorstermanbijbel uit 1528 werd gepresenteerd als een nieuwe geautoriseerde rechtzinnige katholieke Bijbelvertaling. Deze editie bevatte feitelijk echter nogal wat eerder gepubliceerd Middelnederlands materiaal uit het tijdperk van voor de Reformatie als ook veel uit reformatorische kringen. In latere edities waren al essentiële reformatorische passages verdwenen en sloot het aanzienlijk meer aan op de tekst van de Vulgaat.  